# Yashima, Kagawa
Yashima (屋島) est un quartier de la ville de  Takamatsu, préfecture de Kagawa, Shikoku au Japon.

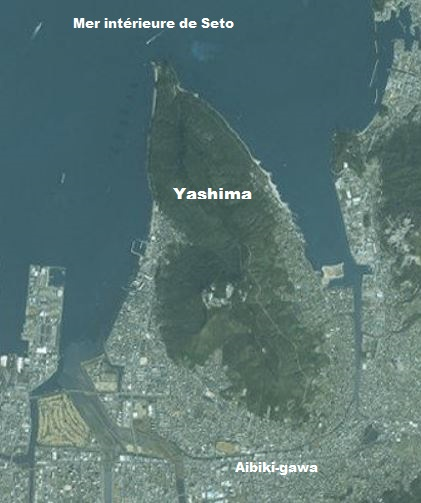
Vue aérienne du quartier d'Yashima.

Les deux extrémités sud du quartier d'Yashima sont reliées par le fleuve Aibiki, long de 5 km, ce qui fait de ce quartier une île.

## Lieux remarquables
Yashima-ji est l'attraction principale de Yashima. C'est en effet le 84e temple du pèlerinage de Shikoku.